# Antonio Piedra
Pour les articles homonymes, voir Piedra.
Piedra  Pérez est un nom espagnol. Le premier nom de famille, en général paternel, est Piedra ; le second, en général maternel, souvent omis, est Pérez.
Antonio Piedra Pérez, né le 10 octobre 1985 à Séville, est un coureur cycliste espagnol, membre de l'équipe Manzana Postobón.

## Biographie
Antonio Piedra devient coureur professionnel en 2008 dans l'équipe Andalucía-Cajasur. En 2009, il gagne une étape du Tour du Portugal et dispute son premier Tour d'Espagne.
En 2012, après quatre ans chez Andalucía, Antonio Piedra rejoint l'équipe Caja Rural. Il obtient cette année-là la principale victoire de sa carrière en gagnant la 15e étape du Tour d'Espagne, aux lacs de Covadonga.
Après une saison dans l'équipe brésilienne Funvic Soul Cycles-Carrefour, Antonio Piedra est recruté en 2017 par l'équipe colombienne Manzana Postobón. En mars, une lourde chute lui cause des fractures à la rotule, à l'omoplate et à la clavicule. Il n'est pas en mesure de reprendre la compétition avant la fin de la saison, et n'est pas conservé par Manzana Postobón en fin d'année.

## Palmarès

### Palmarès amateur
- 2006
  - 3e étape du Tour de Ségovie
  - 2e étape du Tour de Palencia (contre-la-montre par équipes)
  - 3e du Tour de Palencia

### Palmarès professionnel
- 2009
  - 5e étape du Tour du Portugal
- 2012
  - Rogaland Grand Prix
  - 15e étape du Tour d'Espagne

## Résultats sur le Tour d'Espagne
6 participations
- 2009 : 78e
- 2010 : 104e
- 2011 : 72e
- 2012 : 84e, vainqueur de la 15e étape
- 2013 : 109e
- 2014 : 99e

## Classements mondiaux
| Année            | 2008 | 2009 | 2010 | 2011 | 2012 | 2013  |
| ---------------- | ---- | ---- | ---- | ---- | ---- | ----- |
| UCI America Tour |      |      |      | 132e |      |       |
| UCI Europe Tour  | 760e | 555e |      | 857e | 170e | 1034e |